# پنجاه طیف گری (کتاب)
پنجاه طیف آقای گری، پنجاه طیف گری یا پنجاه سایهٔ گری (به انگلیسی: Fifty Shades Of Grey) رمانی اروتیک از ای. ال. جیمز نویسندهٔ بریتانیایی است. پنجاه طیف گری که اولین جلد از این سه‌گانه است در ۲۰ ژوئن ۲۰۱۲ منتشر شد. وقایع این رمان، که در سیاتل، واشینگتن ایالات متحدهٔ آمریکا رخ می‌دهد، به بیان روابط عاطفی عمیق میان آناستازیا استیل، دختری باکره و فارغ‌التحصیل رشتهٔ ادبیات، و کریستین گری، کارآفرین بانفوذ و ثروتمند، می‌پردازد. این رمان به دلیل تصویر کردن صحنه‌های بی‌پردهٔ سکس و مجموعه‌ای از گرایش‌های رفتاری بی‌دی‌اس‌ام نظیر مهاربندی/نظم، سروری/بردگی و سادیستی/مازوخیستی به موفقیتی عظیم رسیده‌است.
پنجاه طیف تیره و پنجاه طیف باز عنوان دومین و سومین جلد از این سه‌گانه است. این اثر ادبی توانست عنوان پرفروش‌ترین کتاب الکترونیک فهرست نیویورک تایمز و آمازون را در سراسر جهان از جمله بریتانیای  و ایالات متحده آمریکا از آنِ خود کند. از دیگر موفقیت‌های تجاری این رمان در جهان، می‌توان به فروخته شدن ۴۰ میلیون نسخه در ۳۷ کشوری که فروش داشته و شکستن رکورد سریع‌ترین فروش کتاب با جلد کاغذی که متعلق به مجموعه داستان‌های هری پاتر بود، اشاره کرد.

## طرح
آناستازیا «آنا» استیل ۲۱ ساله، یک دانشجوی سال آخر از دانشگاه ایالتی واشینگتن در ونکوور است که با بهترین دوستش، کاترین «کیت» کاوانا زندگی می‌کند که برای روزنامه دانشجویی مطلب می‌نویسد. بخاطر یک بیماری، کیت، آنا را قانع می‌کند به جای او با کریستین گری ۲۷ ساله که یک تاجر جوان و ثروتمند و فوق‌العاده موفق است، مصاحبه کند. آنا سریعاً جذب کریستین می‌شود ولی از طرفی او را ترسناک می‌بیند. در نتیجه، طی مصاحبه دچار لغزش می‌شود و سوالاتی دربارهٔ زندگی شخصی و روابط او می‌پرسد و وقتی دفتر گری را ترک می‌کند فکر می‌کند اوضاع بد پیش رفت. آنا سعی می‌کند خودش را قانع کند که این دو هرگز دوباره ملاقات نمی‌کنند. در هر حال، کریستین در کلیتون ظاهر می‌شود، بزرگ‌ترین مغازه ابزار فروشی مستقل در پورتلند که آنا آنجا کار می‌کند. در حین خرید، آنا به کریستین می‌گوید که کیت تمایل دارد چند عکس برای مقاله اش از کریستین بگیرد. گری هم شماره تلفنش را به آنا می‌دهد. بعداً، کیت، آنا را تشویق می‌کند که به کریستین زنگ بزند و ترتیب عکسبرداری با دوستشان خوزه رودریگز را بدهد.
روز بعد خوزه، کیت و آنا برای عکاسی به هیثمن می‌روند و کریستین، آنا را برای قهوه بیرون می‌برد. کریستین می‌پرسد آیا آنا با کسی رابطه دارد، به خصوص خوزه. وقتی آنا جواب می‌دهد با کسی رابطه ندارد، کریستین از خانواده اش می‌پرسد. در طول مکالمه آنا می‌فهمد کریستین هم مجرد است ولی مردی رمانتیک نیست. این برای آنا یک هشدار است. درهرحال، آنا فکر می‌کند که به اندازه کافی برای کریستین جذاب نیست. بعد از پایان امتحانات، آنا بسته‌ای از کریستین شامل اولین نسخه کتاب «تس آو د دیربرویل» دریافت می‌کند و شوکه می‌شود. آن شب، آنا با دوستانش بیرون می‌رود و در نهایت با مستی به کریستین زنگ می‌زند. بعد برای هوای تازه بیرون می‌رود و خوزه تلاش می‌کند او را ببوسد ولی کریستین می‌رسد و مانع می‌شود. آنا با کریستین می‌رود ولی قبلش متوجه می‌شود که کیت با برادر کریستین، الیوت، خوش می‌گذارند. بعداً، آنا در اتاق هتل کریستین از خواب بیدار می‌شود و بخاطر رفتار دیشبش سرزنش می‌شود. کریستین فاش می‌کند که دوست دارد با آنا رابطه جنسی داشته باشد؛ ولی اول باید قراردادی را امضا کند.
کریستین با هلیکوپتر، آنا را به آپارتمانش می‌برد. آنجا کریستین اصرار دارد که قراردادی امضا شود تا آنا چیزی از رابطه‌شان را فاش نکند و او قبول می‌کند. کرییستین قرارداد دیگری را هم ذکر می‌کند ولی قبلش او را به اتاق بازیش می‌برد که پر از اسباب بازی‌های بی دی اس ام است و می‌گوید که قرارداد دوم برای سروری و بردگی است و در این رابطه هیچ عشقی نیست؛ فقط یک رابطه جنسی. این قرارداد آنا را از لمس کردن یا ارتباط چشمی با کریستین منع می‌کند. در اینجا، کریستین می‌فهمد که آنا باکره است و توافق می‌کند که بدون امضای قرارداد باکرگی او را ازاله کند.
سپس باهم رابطه برقرار می‌کنند. صبح بعد، آنا و کریستین دوباره سکس دارند. مادر کریستین لحظاتی بعد می‌رسد و از دیدن آنا غافلگیر می‌شود؛ چون قبلاً فکر می‌کرده کریستین هم جنس‌گراست. بعداً این دو برای ناهار بیرون می‌روند و کریستین فاش می‌کند که در ۱۵ سالگی برای اولین بار با دوست مادرش رابطه داشته و آن رابطه هم سروری و بردگی بوده‌است (کریستین فاش می‌کند که در اولین رابطه سروری و بردگیش، برده بوده‌است) و اینکه رابطه‌های سروری/بردگی سابقش بخاطر ناسازگاری شکست خورده‌است. آن‌ها برنامه می‌ریزند که دوباره ملاقات کنند و کریستین، آنا را به خانه می‌رساند. آنا پیشنهادهای شغلی می‌گیرد و برای کیت، تصدیق می‌کند که با کریستین سکس داشته‌است.
روزهای بعد، آنا بسته‌هایی از کریستین دریافت می‌کند. این‌ها شامل یک لپ‌تاپ برای جستجوی دربارهٔ زندگی بی دی اس ام و ارتباط باهم به‌علاوه نمونه جزئی‌تر قرارداد است. آن‌ها به هم ایمیل می‌دهند و بعداً برای بحث دربارهٔ قرارداد باهم دیدار می‌کنند. بخاطر ماهیت توافق بی دی اس ام و رابطه جنسی بدون عشق با کریستین، آنا از کریستین دور می‌شود تا اینکه در فارغ‌التحصیلی دوباره او را می‌بیند. این بار، آنا قرارداد را قبول می‌کند. دوباره سر جزئیات قرارداد بحث می‌کنند و به محدودیت‌های سخت و نرم آنا می‌رسند. برای اولین بار از کریستین کتک می‌خورد؛ این تجربه هم برای او جذاب و هم گیج‌کننده است. این گیجی با هدایای زیاد کریستین و ملاقات با خانواده او بدتر می‌شود. این رابطه ادامه می‌یابد درحالیکه آنا هنوز قرارداد را امضا نکرده‌است. وقتی آنا در انتشارات مستقل سیاتل شغل پیدا می‌کند، قرارداد عدم افشاسازی و رابطه پیچیده اش با کریستین بیشتر او را عذاب می‌دهد. تنش بین این دو، نهایتاً به جایی می‌رسد که آنا از کریستین می‌خواهد او را تنبیه کند تا بفهمد یک رابطه بی دی اس ام تا کجا می‌تواند پیش برود. کریستین این کار را انجام داده و او را با کمربند می‌زند. با این کار، آنا می‌فهمد با هم سازگار نیستند. در نهایت با نابودی، آنا، کریستین را ترک می‌کند و به آپارتمانش پیش کیت برمی‌گردد.

## پیش‌زمینه
اولین بار ای.ال. جیمز رمان را با نام ارباب جهان و به صورت اپیزودیک با تخلص «اژدهای یخیِ ملکهٔ برفی» (Snowqueen's Icedragon) در وبگاههای فن فیکشن پست کرد. ارباب جهان بر گرفته از طرح فن فیکشن گرگ و میش است که سابق، جیمز آن را نگاشته بود. در اصل سه‌گانهٔ پنجاه طیف خاکستری نسخهٔ گسترش یافتهٔ فن فیکشنی از گرگ و میش است و شخصیت‌های اصلی رمان (آناستازیا استیل و کریستین گری) الهام گرفته از شخصیت‌های گرگ و میش به نام بلا سوان و ادوارد کالن هستند. جیمز بعد از این‌که با بازخوردهایی منفی نسبت به محتوای سکس عریان رمان مواجه شد، داستان را از وبگاه‌های فن فیکشن برداشت و آن را به وبگاه خود (FiftyShades.com) منتقل کرد. او به دنبال استقبال خوانندگان و مشهوریت رمان در دنیای مجازی، ارباب جهان را از وبش برداشت و آن را دوباره بازنویسی کرد. هم‌چنین نام کتاب و شخصیت‌های اصلی را تغییر داد و مجوز انتشار آن را اولین بار با نام پنجاه سایهٔ گری به یک نشر مجازی کوچک استرالیایی به دو صورت کتاب الکترونیک و چاپ بنابر تقاضا واگذار کرد. انتشارات وینتیج بوکز توانست حق امتیاز چاپ این سه‌گانه را برای ایالات متحده آمریکا در ۱۰ مارس ۲۰۱۲ به دست آورد.
استفانی میر نویسندهٔ گرگ و میش دربارهٔ این رمان پر فروش گفته‌است: «من کتاب را نخوانده‌ام، این واقعاً سبک مورد علاقهٔ من نیست، اما در موردش حرف‌های زیادی شنیدم… (جیمز) دارد کارش را خوب انجام می‌دهد. عالیه.»

## واکنش‌ها

### بازتاب در میان خوانندگان
این سه‌گانه که از سوی برخی از روزنامه‌ها نظیر نیویورک تایمز «پورن مامان» (Mommy Porn) نام گرفته در میان زنان و دختران جوان محبوبیت خاصی پیدا کرده‌است. متعاقب انتشار این رمان، صنعت اسباب‌بازی جنسی رونق پیدا کرده‌است و سکس شاپهای بریتانیا و ایالات متحده از افزایش ۳۰٪ فروش شلاق، چشم‌بند و دستبند خبر داده‌اند. سکس توی‌هایی که در این رمان بسیار به آن‌ها اشاره شده و بیش‌تر زنان را راغب به خریدنشان کرده‌است. رمان هم‌چنین بر افزایش میزان ثبت‌نام و تقاضا در وبگاه‌های دوست‌یابی اینترنتی تأثیر گذاشته‌است.

### ممنوعیت در کتابخانهٔ شهرستان براوارد
در مارس ۲۰۱۲ کتابخانه‌ای عمومی در شهرستان براوارد، فلوریدا تمامی نسخه‌های پنجاه سایهٔ گری را از قفسه‌های خود برداشت. مدیر این کتابخانه، کتی شوینزبرگ معتقد بود این کتاب با معیارهای انتخاب شده برای این کتابخانه هم‌خوانی ندارد و تاکنون مراجعه‌کنندگان از آن استقبال کمی کرده‌اند. یکی از نمایندگان این کتابخانه دلیل اصلی جمع‌آوری این رمان را محتوای پورنوگرافی آن داستنه و گفته‌است دقیقاً به همین دلیل کتابخانه‌ها از خرید آن برای قفسه‌های خود امتناع کرده‌اند.
پس از چندی مسئولین کتابخانه به دلیل تقاضای عمومی نسخه‌های رمان را به قفسه‌ها بازگرداندند.

## مجادله‌ها

### فن فیکشن
پنجاه سایه گری بخاطر اینکه در اصل یک فن فیکشن بر اساس رمان‌های گرگ و میش بود، انتقادهایی دریافت کرد و بعضی خواننده‌ها مسئله کپی رایت را مطرح کردند. آماندا هیوارد، عضو کافی شاپ نویسندگان، به این ادعاها پاسخ دهد که پنجاه سایه گری «شباهت خیلی کمی به گرگ و میش دارد» و اینکه «گرگ و میش و سه‌گانه پنجاه سایه دنیاهایی جدا هستند.» در آپریل ۲۰۱۲، ای.ال. جیمز توسط مجله تایم در لیست «۱۰۰ فرد بانفوذ در جهان» آورده شده؛ و ریچارد لاوسان از مجله آتلانتیک وجود او را در این لیست بخاطر منشأ فن فیکشن سه‌گانه او مورد نقد قرار داد.

### نگارش بی دی اس ام
این کتاب هم چنین بخاطر وجود نگارش بی دی اس ام در آن، مورد انتقادهایی قرار گرفت. کیتی رویف از نیوزویک پرسید «ولی چرا، مخصوصاً برای زنان، آزادی یک بار سنگین باشد؟ … شاید چون قدرت همیشه باعث راحتی نباشد، حتی برای کسانی مثل ما که با آن بزرگ شده‌ایم؛ شاید چون تساوی، چیزی است که ما فقط گاهی و در بعضی مواقع آن را طلب می‌کنیم؛ شاید چون قدرت و تمام الزاماتش می‌تواند کسل‌کننده باشد.» آندریا ریر از زپتو ایت با ناراحتی از گفته رویف بیان می‌کند که «برده جنسی بودن معادل با قربانی تجاوز بودن نیست» یا اینکه «آنها قدرتشان یا تساویشان را به شریکشان تسلیم می‌کنند.» سایت‌های دیگری چون جزبل به این موضوع جواب داده‌اند. جزبل دلایلی را برای محبوبیت پنجاه سایه گری لیست کرده و بیان کرده که «تعداد بسیار زیادی از هواداران مجذوب رابطه عاطفی کریستین و آناستازیا هستند، نه سکس.»

## در دیگر رسانه‌ها
در اوایل سال ۲۰۱۲ تقریباً ۱۰ شرکت عمدهٔ فیلم‌سازی نظیر برادران وارنر، پارامونت پیکچرز، سونی پیکچرز، یونیورسال استودیوز و شرکت فیلمسازی مارک والبرگ علاقهٔ جدی خود را به ساخت فیلمی از سه‌گانهٔ پنجاه طیف گری نشان دادند. در مزایدهای که به همین منظور در مارس ۲۰۱۲ برگزار شد، یونیورسال استودیوز و فوکس فیچرز موفق شدند امتیاز ساخت فیلم را از آن خود کنند. جیمز تقاضا کرده‌است روند ساخت فیلمی که از کتاب او قرار است ساخته شود با هماهنگی و نظارت او انجام شود. مایک د لوکا و دانا برونتی تهیه‌کنندگان فیلم شبکهٔ اجتماعی قرارداد ساخت فیلم را با جیمز امضا کردند. برت ایستن الیس نویسندهٔ رمان روانی آمریکایی علاقهٔ خود را برای نوشتن سناریوی فیلم اعلام کرده‌است. هم‌چنین در سال ۲۰۱۲ شرکت ای‌ام‌آی کلاسیکز یک آلبوم از ترانه‌های انتخاب شده توسط جیمز را تحت عنوان آلبوم کلاسیک: پنجاه سایهٔ گری منتشر کرد.